# Frits Philips
Frederik Jacques "Frits" Philips, född 16 april 1905, död 5 december 2005, var Philips styrelseordförande 1961–1971 och hade från 1935 ledande poster inom Philips. Han blev med åren mycket folkkär i Eindhoven och var känd som "Meneer Frits" (Herr Frits) och står staty i staden. Han var även en stor supporter av PSV Eindhoven. 
Frits Philips var enda sonen till Anton Philips och därmed predestinerad som arvtagare till Philipskoncernen i Eindhoven. Han tog en civilingenjörsexamen vid Delfts tekniska universitet 1929. 1935 utsågs han till styrelsemedlem i Philips. Under andra världskriget och den tyska ockupationen stannade Frits Philips kvar och ledde verksamheten. Han räddade 382 judar genom att övertyga nazisterna om att de var oumbärliga anställda på Philips. 
1961 blev Frits Philips styrelseordförande och ledde koncernen de kommande tio åren. 1966 byggde Philips Evoluon, ett museum som visade teknikens roll i samhället. Evoluon var en gåva till Eindhoven och markerade Philips 75-årsfirande. Projektet hade initierats av Frits Philips. 1971 utsågs Henk van Riemsdijk till ny ordförande och han var den sista ur familjen Philips på ordförande-posten.

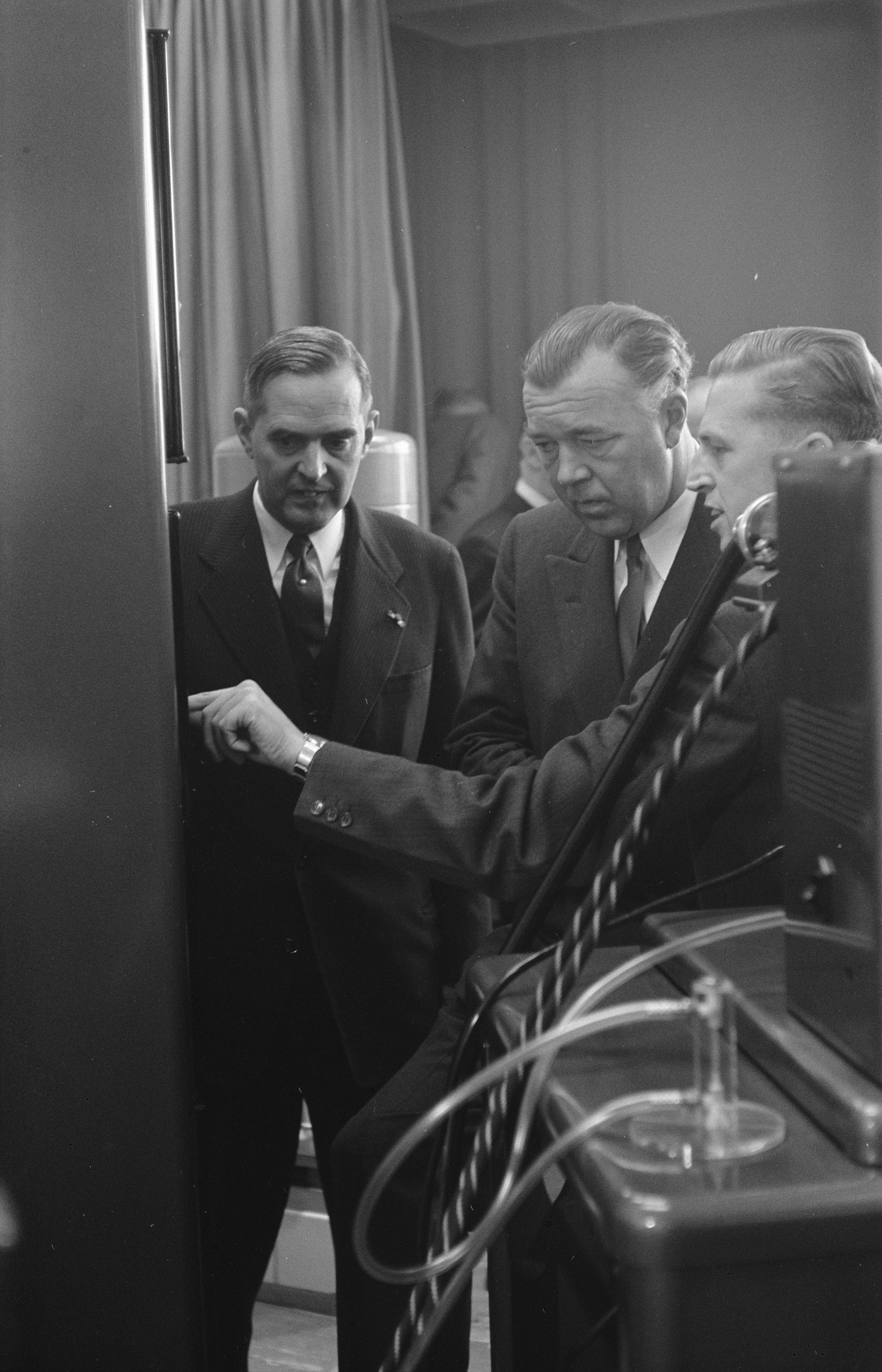
Frits Philips och Prins Bertil under ett besök i Eindhoven.
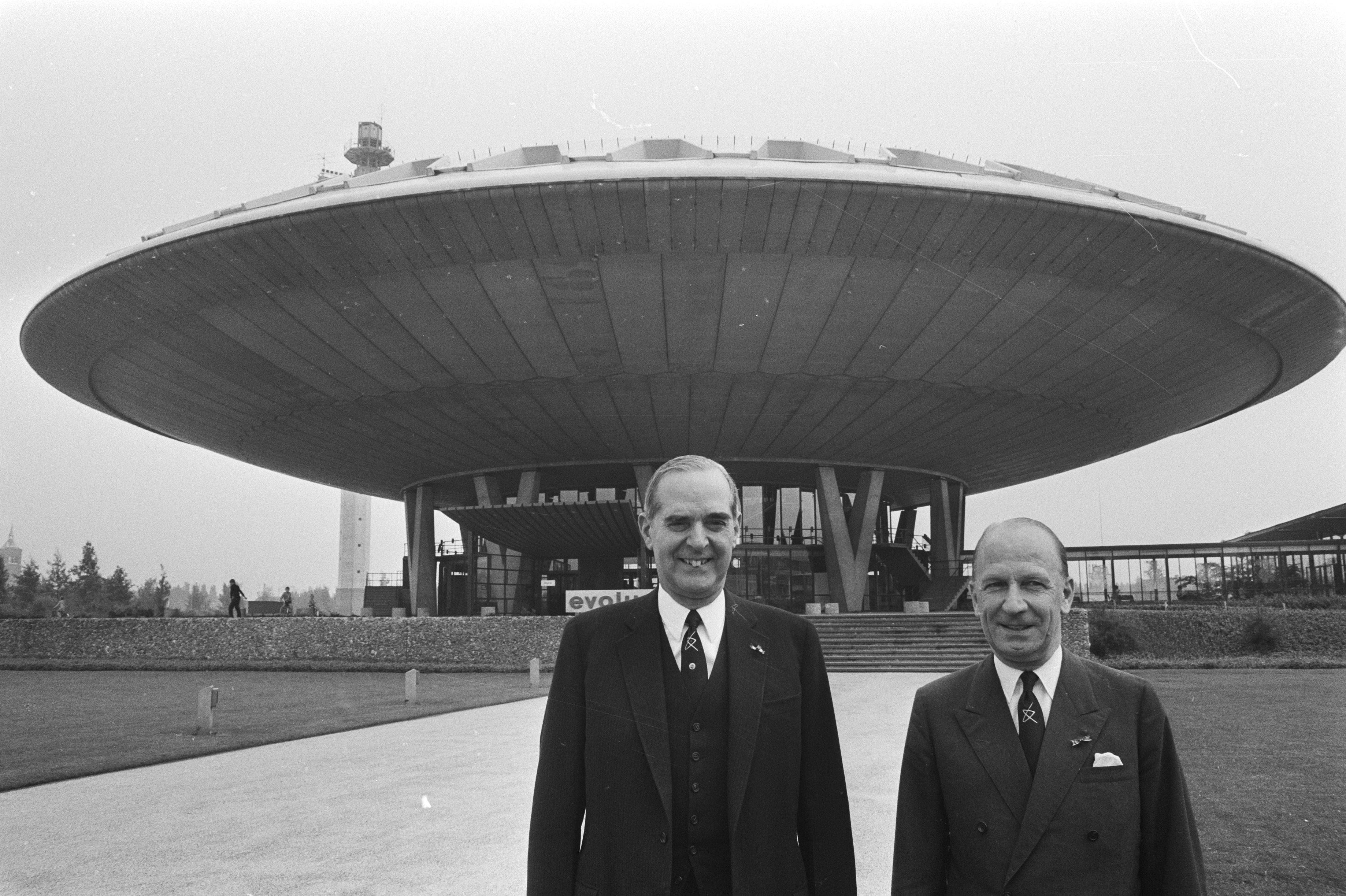
Frits Philips och Henk van Riemsdijk framför Evoluon i Eindhoven.
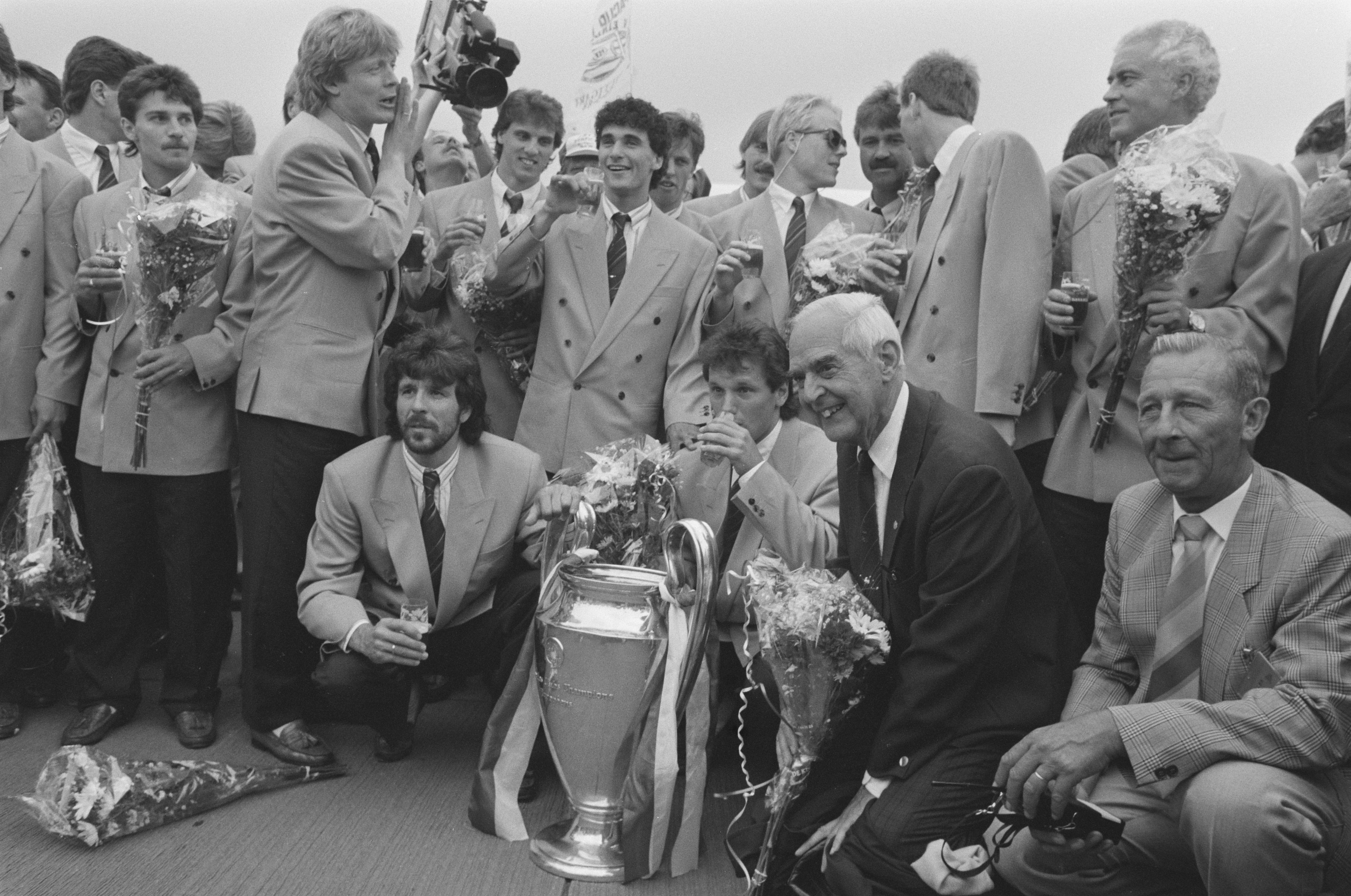
Frits Philips (till höger) och Eric Gerets (till vänster) på Eindhovens flygplats med pokalen efter segern i Europacupen för mästarlag 1988.